# Oscar Övden
Oscar Arvid Övden, född 3 augusti 1890 i Västra Torsås socken, död 24 maj 1978 i Södertälje, var en svensk skolman och förkämpe för eldbegängelserörelsen.
Oscar Övden var son till hemmansägaren Olof Johan Gunnarsson och Mathilda Persdotter. Han tog studentexamen 1915 och studerade därefter vid Lunds universitet där blev filosofie kandidat och filosofie magister 1919. Övden bedrev studier vid Berlins universitet somrarna 1916–1917 och Köpenhamns universitet vårterminerna 1918. Under upprepade resor i Europa studerade han framför allt eldbegängelserörelsen. Han var 1919–1937 lärare vid olika läroverk, från 1937 var han adjunkt i tyska och engelska vid Södertälje högre allmänna läroverk. Övden var en av eldbegängelserörelsens mest energiska förkämpar i Sverige. Från 1927 var han Svenska eldbegängelseföreningens propagandachef och bedrev i den egenskapen en omfattande föredragsverksamhet. På relativt kort tid ökade han de lokala eldbegängelseföreningarnas antal från ett tiotal till omkring 100. Han var från 1929 ledamot av Svenska eldbegängelseföreningens styrelses förvaltningsutskott, ledamot av styrelsen för förenings stockholmsavdelning och redaktör för föreningens tidskrift Ignis. För sin nitiska verksamhet fick han 1940 föreningens guldmedalj. Övden utgav Eldbegängelserörelsen (1929, i serien Verdandis småskrifter), Eldbegängelsen - framtidens begängelseskick (16:e upplagan 1948), Svensk urnkonst (1931, ny upplaga 1937), Eldbegängelsens historia i Sverige 1882–1932 (1932), Bibliografi över svensk eldbegängelselitteratur (1937) och Eldbegängelsens kulturbetydelse (1939). Övden intresserade sig även för släktforskning. Han var 1946–1947 ledamot av styrelsen för Förening för släktforskning och publicerade 1946 Olofshyltefolket (i Genealogisk tidskrift)-